# Gustave Klein
Pour les articles homonymes, voir Klein.
Gustave Klein est un nageur français né le 28 novembre 1901 à Schiltigheim et mort le 2 janvier 1962 à Strasbourg. En club, il a été licencié à l'AS Strasbourg.
Il est membre de l'équipe de France aux Jeux olympiques d'été de 1924 à Paris, prenant part aux séries du 1 500 mètres nage libre. Il finit 20e sur cette distance.
Il est à nouveau sélectionné avec l’équipe de France de natation aux Jeux olympiques d'été de 1928 à Amsterdam, participant aux séries du 100 mètres nage libre et du 4x200 mètres nage libre. Il finit 18e au 100 m.
Il est champion de France du 100 mètres nage libre et du 200 mètres nage libre en 1928.
Gustave Klein est un adepte de la nage atypique sur le côté appelée nage indienne (en anglais : over arm stroke) ; celle-ci se caractérise par un bras rabattu d'arrière en avant hors de l'eau alors que le mouvement de ciseau des jambes contribue à faire progresser le nageur. Il obtient en août 1922 le record sur 200 m en pratiquant cette nage.